# 龐蒂亞克 (紐約州)
龐蒂亞克（英語：Pontiac）是位於美國紐約州伊利縣的非建制地區。

## 歷史
龐蒂亞克的郵局於1851年設立，其後於1901年停運。

## 地理
龐蒂亞克所處的海拔為高於海平面217米（即712英呎），而該地所採用的時區為UTC-5，即北美东部时区（EST）。同時該地設有夏令時間，為UTC-5調快一小時，即UTC-4（EDT）。